# Molophilus dilatibasis
Molophilus dilatibasis är en tvåvingeart som beskrevs av Alexander 1956. Molophilus dilatibasis ingår i släktet Molophilus och familjen småharkrankar.
Artens utbredningsområde är Kenya. Inga underarter finns listade i Catalogue of Life.